# Айткулов, Аланбай
Аланбай Айткулов (каз. Алаңбай Айтқұлов; 1884 год, село Косарал — 1957 год) — старший чабан колхоза «Каракога» Байганинского района Актюбинской области, Казахская ССР. Герой Социалистического Труда (1948).
Родился в 1884 году в крестьянской семье в селе . С раннего детства занимался выпасом овец. Во время коллективизации вступил в сельскохозяйственную артель, позднее преобразованную в колхоз имени Чкалова (позднее — колхоз «Каракога») Байганинского района. Трудился чабаном, старшим чабаном.
Бригада Аланбая Айткулова на протяжении нескольких лет занимала передовые места в выращивании овец. В 1947 году было выращено 839 ягнят от 691 овцематок. Указом Президиума Верховного Совета СССР от 23 июля 1948 года «за получение высокой продуктивности животноводства в 1947 году при выполнении колхозом обязательных поставок сельскохозяйственных продуктов и плана развития животноводства» удостоен звания Героя Социалистического Труда с вручением ордена Ленина и золотой медали «Серп и Молот».
Скончался в 1952 году.
Награды
- Герой Социалистического Труда
- Орден Ленина